# Cotkytle
Cotkytle (niem. Zottkittl lub Zackiecel) – wieś położona w Czechach, w kraju pardubickim, w powiecie Uście nad Orlicą, po obu stronach historycznych ziem Czech właściwych i Moraw. Populacja wsi na rok 2006 wynosiła 441 osób.

## Podział wsi
Wieś jest podzielona na trzy gminy katastralne z czterema lokalnymi miejscowościami:
- Cotkytle (obejmuje lokalne Cotkytle i Janoušova)
- Herbortice
- Mezilesí u Lanškrouna (jako lokalna część pod nazwą Mezilesí)

2/3 gminy leży na terenach historycznych Moraw. Pozostałe ziemie historycznie leżą na terenie Czech.

## Zarys historyczny
Pierwsze pisemne wzmianki o wsi pochodzą z 1350 r.
Nazwa miejscowości pochodzi z języka niemieckiego i składa się z dwóch słów: zott (włochaty) i kittel (kytlice lub bluzka).